# Arceuthobium pini
Arceuthobium pini är en sandelträdsväxtart som beskrevs av Hawksw. & Wiens. Arceuthobium pini ingår i släktet Arceuthobium och familjen sandelträdsväxter. Inga underarter finns listade i Catalogue of Life.